# 富爾人

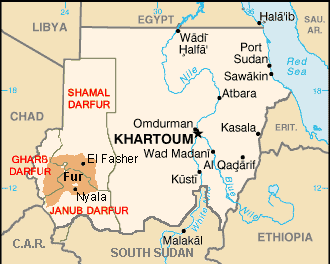
左側深色區塊為富爾人的居住地

達爾富爾民族運動旗幟

富爾人（富爾語：fòòrà；阿拉伯語：فور）是居住在蘇丹西部以及查德邊境的民族，也是蘇丹達爾富爾地區的主要民族。根據1983年的資料，人口有50萬人左右。
富爾人為非洲黑人，生活地點固定，一般以種植小米為生。在富爾人的的傳統裡，是由年長者擔任村莊管理者。其語言則是富爾語，屬於尼羅-撒哈拉語系的一支。近年來，有一些富爾人開始改說阿拉伯語。多數富爾人是穆斯林，他們之所以信仰伊斯蘭教，是起源於中古時代此地區的加奈姆-博爾努帝國佔領時期。
由於定居的生活習慣，使得他們與當地的遊牧民族巴加拉人（Baggara）有所衝突。多年來一直存在著緊張的種族關係，從2003年開始，兩者與政府，以及當地一些民族發生了達爾富爾衝突。

## 語言
富爾語是富爾人的語言，屬於尼羅-撒哈拉語系。他們也使用阿拉伯語作為通用語。
富爾語沒有書寫或符號文字系統。現在，他們使用阿拉伯字母、拉丁字母來書寫這種語言。大多數富爾人以富爾語為母語交流。常見的問候語包括：
- Avilakona：早安
- Avilakamunu：晚上好

富爾人發表演講或舉行公開活動時，經常搭配沉重的鼓聲。

## 文化和藝術

### 音樂、故事和娛樂
富爾人說故事給兒童聽，讓他們遠離外界危險、留在家中。某些故事告訴兒童如果早上出門，他們會因太陽的熱而死亡，晚上出門則會被稱為「奈亞瑪」（nyama）的動物吃掉。音樂在富爾文化很常見。音樂的主要樂器是鼓，經常伴隨著慶祝活動，奏響沉重的鼓聲。

### 建築
在富爾人的家居和建築中，最常見的建築為泥土建築。他們從地面上挖取黏土弄碎，與水混合，充分搓揉，加入稻草等其他物質。將濕潤的黏土堆積在木質腳手架上，或倒入各種大小的磚塊模具中，泥土在模具中乾燥成形後便完成了。這種技術應用於西蘇丹的大部分建築，如農舍、穀倉、外牆、宮殿，甚至是清真寺。泥土能吸收熱量，在寒冷的夜晚能夠取暖。然而，由於泥土難以抵抗風雨，建築物需要不斷修補。因其脆弱以及文化變遷、外來影響，泥土建築不再實用。

### 服飾和身體藝術
富爾人的服裝與蘇丹人的休閒服類似，例如「賈拉比亞」（jalabiya）。賈拉比亞是從頭到腳都包覆住身體的白色服裝。很久以前，當富爾部落被阿拉伯化時，富爾婦女會多次戳破下唇，直到唇部腫脹，而這樣的嘴唇被認為是美的象徵。

## 基因
根據古典基因標記和DNA多態性分析，富爾人與蘇丹的哈瓦茲瑪部落最為相關。這兩個族群的等位基因頻率介於亞非語系的貝扎人、賈林人和阿拉伯半島人，以及尼羅-撒哈拉語系的奴巴人和尼羅特人的基因頻率之間。
大約59.4％的富爾人是E1b1b父系單倍群攜帶者。其中，68.4％屬於V32亞支系，大約6.3％屬於J1單倍群。這表明亞非語系的父系基因影響重大。剩下的富爾人主要攜帶的是A3b2譜系（31.3％），而這在尼羅特人中較為普遍。
從母系遺傳的角度來看，富爾人完全屬於非洲衍生的L大型單倍群。在這些mtDNA族群中，L0a1（15.3％）和L1c（11.5％）相對為常見，表示富爾人祖先族群的基因融合不對稱，主要與亞非洲語系的男性而非女性交流基因。